# 일본 필드하키 국가대표팀
일본 필드하키 국가대표팀(일본어: ホッケー日本代表, ホッケーだんしにほんだいひょう)는 일본을 대표하여 국가대항전에 참가하는 필드하키 국가대표팀으로 일본 하키 협회에 의해 운영된다. 애칭은 2008년 3월에 히라가나 표기의 “사무라이 재팬”(さむらいJAPAN)으로 발표되었으며 그 후 가타카나 표기(サムライJAPAN')로 변경되었다.

## 대회 기록

### 올림픽
- 1932년 –
- 1936년 – 7위
- 1960년 – 14위
- 1964년 – 7위
- 1968년 – 13위
- 2020년 – 11위

### 월드컵
- 1971년 – 9위
- 1973년 – 10위
- 2002년 – 12위
- 2006년 – 9위

### 아시안 게임
- 1958년 – 5위
- 1962년 – 4위
- 1966년 –
- 1970년 –
- 1974년 – 4위
- 1978년 – 4위
- 1982년 – 4위
- 1986년 – 5위
- 1990년 – 6위
- 1994년 – 4위
- 1998년 – 4위
- 2002년 – 6위
- 2006년 – 4위
- 2010년 – 6위
- 2014년 – 6위
- 2018년 –

### 아시아컵
- 1985년 – 4위
- 1989년 – 4위
- 1993년 – 9위
- 1999년 – 5위
- 2003년 – 4위
- 2007년 – 4위
- 2009년 – 6위
- 2013년 – 5위
- 2017년 – 5위

### 아시안 챔피언즈 트로피
- 2011년 – 4위
- 2012년 – 6위
- 2013년 –
- 2016년 – 6위
- 2018년 – 4위

### 술탄 아즐란샤컵
- 1987년 – 6위
- 2016년 – 7위
- 2017년 – 6위
- 2019년 – 5위
- 2020년 – 취소

### 하키 월드 리그
- 2012–13 – 12위
- 2014–15 – 16위
- 2016–17 – 20위

### 챔피언즈 챌린지
- 2001년 – 5위
- 2007위 – 5위
- 2011년 – 7위
- 2012년 – 5위
- 2014년 – 7위

## 선수 명단

### 2020년 하계 올림픽 선수 명단
2021년 6월 8일에 출전 선수가 발표되었다.
수석 코치:  지그프리드 에이크만
| #  | 포 | 선수                   | 생년월일 (나이)        | 출전 횟수 | 골 횟수 | 소속                      |
| -- | -- | ---------------------- | ---------------------- | --------- | ------- | ------------------------- |
| 1  | FW | 야마사키 코지          | 1996년 2월 27일(25세)  | 97        | 28      | Gifu Asahi Club           |
| 4  | MF | 미타니 겐키            | 1990년 6월 12일(31세)  | 168       | 6       | Vercosta Fukui            |
| 5  | MF | 다나카 세렌            | 1992년 11월 9일(28세)  | 103       | 8       | Gifu Asahi Club           |
| 6  | MF | 오치아이 히로마사      | 1994년 2월 9일(27세)   | 75        | 5       | Tochigi Liebe             |
| 7  | FW | 무라타 카즈마          | 1991년 11월 28일(29세) | 120       | 33      | Tochigi Liebe             |
| 9  | FW | 다나카 켄타            | 1988년 5월 4일(33세)   | 154       | 80      | HGC                       |
| 11 | FW | 기타자토 켄지          | 1989년 5월 19일(32세)  | 162       | 50      | Alder Hanno               |
| 12 | MF | 나가이 유마            | 1996년 3월 18일(25세)  | 11        | 0       | Gifu Asahi Club           |
| 13 | DF | 야마시타 마나부 (주장) | 1989년 2월 4일(32세)   | 186       | 1       | Oyabe Redox               |
| 14 | MF | 다나카 카이토          | 1995년 11월 1일(25세)  | 45        | 5       | Indicator Light Fullertel |
| 15 | MF | 나가요시 켄            | 1999년 10월 26일(21세) | 12        | 0       | Tenri University Bears    |
| 17 | FW | 후쿠다 켄타로          | 1995년 7월 27일(25세)  | 69        | 15      | Gifu Asahi Club           |
| 20 | DF | 오하시 마사키          | 1993년 5월 8일(28세)   | 94        | 0       | Tochigi Liebe             |
| 25 | DF | 야마다 쇼타            | 1994년 12월 21일(26세) | 102       | 32      | Gifu Asahi Club           |
| 29 | DF | 젠다나 히로타카        | 1993년 2월 14일(28세)  | 119       | 30      | Tenri University Bears    |
| 30 | GK | 요시카와 타카시        | 1994년 11월 29일(26세) | 94        | 0       | Gifu Asahi Club           |
| 31 | FW | 와타나베 코타          | 1996년 10월 30일(24세) | 74        | 8       | Vercosta Fukui            |
| 32 | DF | 기리시타 요시키        | 1998년 12월 27일(22세) | 55        | 4       | Tochigi Liebe             |